# Amapá
Amapá es uno de los veintiséis estados que, junto con el distrito federal, forman la República Federativa de Brasil. La capital es Macapá. Está ubicado en el extremo norte, en la región Norte del país, limitando al norte con Guayana Francesa, al este con el océano Atlántico y al sur al oeste con Pará. Con 142 814 km² es el noveno estado menos extenso —por delante de Pernambuco, Santa Catarina, Paraíba, Río Grande del Norte, Espírito Santo, Río de Janeiro, Alagoas y Sergipe, el menos extenso— y con 5,3 hab/km², el quinto menos densamente poblado, por delante de Acre, Mato Grosso, Amazonas y Roraima, el menos densamente poblado. El estado tiene el 0,4% de la población brasileña y produce el 0,22% del PIB brasileño.
Las ciudades más populosas son la capital y Santana. El relieve es poco accidentado, en general debajo de los 300 m. La planicie litoral se caracteriza por la presencia de manglares y lagunas. Sus principales ríos son el Amazonas, Jari, Oiapoque, Araguari, Calçoene y Maracapu. La economía se basa en la extracción de la castanha-do-pará, de la madera y de la extracción de manganeso.

## Historia
La costa del Amapá fue descubierta y reconocida por el español Vicente Yáñez Pinzón. Con cuatro carabelas, Pinzón alcanzó el 26 de enero de 1500 un cabo del litoral brasileño que fue identificado como Cabo de Santa María de la Consolación (actual Cabo de Santo Agostinho, en Pernambuco). Prosiguiendo hacia el norte, pasó por la desembocadura del Amazonas y llegó a la boca de otro gran curso de agua, de ahí en adelante conocido como río de Vicente Pinzón. Su identificación con Oiapoque daría al Brasil ganancia de causa en la cuestión de los límites con Francia (Guayana Francesa) (1897).
Por lo tanto, los territorios de las Guayanas fueron colonizados en el siglo XVI por Inglaterra, Países Bajos, Francia, Portugal y España. El actual estado brasileño de Amapá fue llamado Guayana Portuguesa hasta mediados del siglo XX. Del mismo modo que la región administrativa de Guayana, en Venezuela, fue conocida como Guayana Española.
En 1637 Bento Maciel Parente recibió la concesión de la región como capitanía, bajo el nombre de capitanía de la Costa del Cabo Norte. La región sufrió invasiones de ingleses y neerlandeses, expulsados por los portugueses. En el siglo XVIII Francia reivindicó la posesión de la zona. El Tratado de Utrecht, de 1713, estableció los límites entre Brasil y la Guayana Francesa, que no fueron respetados por los franceses.
El descubrimiento de oro y la valorización del caucho en el mercado internacional, durante el siglo XIX, promovieron el poblamiento de Amapá y estimularon las disputas territoriales, pero el 1 de mayo de 1900 la Comisión de Arbitraje de Ginebra concedió la posesión del territorio a Brasil, incorporado a Pará con el nombre de Araguari. En 1943 se convirtió en territorio federal bautizado como Amapá.
El descubrimiento de ricos yacimientos de manganeso en la Serra do Navio, en 1945, revolucionó la economía local. El 5 de octubre de 1988, con la promulgación de la Constitución fue elevado a la categoría de Estado.

## Demografía y Cultura
El Estado brasileño de Amapá tiene unos 800 mil habitantes, siendo uno de los menos densamente poblados de Brasil.
En Amapá se habla el idioma portugués, casi en su totalidad (ya sea como primera lengua o segunda lengua). Además, se hablan lenguas indígenas de los pueblos originarios. Y por la influencia de los intercambios con el vecino país de Francia (Departamento ultramarino de Guayana Francesa), se habla también francés y francés criollo de la Guayana francesa.

## Municipios del Estado de Amapá
El Estado de Amapá está conformado por 16 municipios:
- Amapá
- Calçoene
- Cutias
- Ferreira Gomes
- Itaubal
- Laranjal do Jari
- Macapá
- Mazagão
- Oiapoque
- Pedra Branca do Amapari
- Porto Grande
- Pracuúba
- Santana
- Serra do Navio
- Tartarugalzinho
- Vitória do Jari

## Municipios por población
Los municipios listados están con la población actualizada con la estimación de 2016
| Municipio                 | Población |
| ------------------------- | --------- |
| 1.Macapá                  | 465 495   |
| 2.Laranjal do Jari        | 27 949    |
| 3.Santana                 | 27 604    |
| 4.Mazagão                 | 24 981    |
| 5.Oiapoque                | 21 033    |
| 6.Porto Grande            | 20 143    |
| 7.Tartarugalzinho         | 15 665    |
| 8.Vitória do Jari         | 14 680    |
| 9.Pedra Branca do Amapari | 14 560    |
| 10.Calçoene               | 10 345    |
| 11.Amapá                  | 8690      |
| 12.Ferreira Gomes         | 7087      |
| 13.Cutias                 | 5523      |
| 14.Itaubal                | 5061      |
| 15.Serra do Navio         | 5025      |
| 16.Pracuúba               | 4655      |

Total: 782 295